# Čađavica Donja (Novi Grad)
Čađavica Donja (szerbül: Чађавица Доња), falu Bosznia-Hercegovinában, Bosanska krajina területén, Novi Grad községben, a Szerb Köztársaságban. 

## Fekvése
Bosznia-Hercegovina nyugati részén, Banja Lukától légvonalban 72, közúton 95 km-re nyugatra, községközpontjától légvonalban 10, közúton 12 km-re dél-délnyugatra, a Vojskova folyótól keletre elterülő dombvidéken, 250 - 300 méteres tengerszint feletti magasságban található. Több, kis településből áll. A három Čađavica (Donja, Srednja és Gornja) közül a legnyugatibb fekvésű.

## Népessége
| Nemzetiségi csoport | Népesség 1991 | Népesség 2013 |
| ------------------- | ------------- | ------------- |
| Szerb               | 408           | 339           |
| Bosnyák             | 0             | 1             |
| Horvát              | 0             | 1             |
| Jugoszláv           | 0             | 0             |
| Egyéb               | 0             | 0             |
| Összesen            | 408           | 341           |

## Története
A térség 1537-ben Blagaj várának elestével került török kézre. A település 1878-ig tartozott az Oszmán Birodalomhoz, ekkor a berlini kongresszus határozata alapján az Osztrák-Magyar Monarchia része lett. 1879-ben az első osztrák-magyar népszámlálás során Novi község részeként az akkor még egységes Čađavicán 113 házat és 673 ortodox szerb lakost számláltak. 1910-ben Novi község részeként a három Čađavicán (Jablanička, Jugovčeva és Muratbegova) összesen 151 házat és 1057 ortodox szerb és 8 muszlim lakost találtak.A monarchia szétesésével 1918-ben előbb a Szerb-Horvát-Szlovén Királyság, majd 1929-től a Jugoszláv Királyság része. 1921-ben a községnek összesen 153 háza és 1043 lakosa volt. Jugoszlávia megszállása után a falu a Független Horvát Állam (NDH) része lett. 1945-től a település a szocialista Jugoszlávia része volt. A Bosznia-Hercegovinában zajló polgárháború idején a település a Boszniai Szerb Köztársaság része volt. A daytoni békeszerződést követő területfelosztásnál a település, Novi Grad község részeként a Szerb Köztársaság területéhez került.	